# Щефан Хайм
Щефан Хайм (на немски: Stefan Heym) е писателският псевдоним на Хелмут Флиг (Helmut Flieg) – германски белетрист, журналист и политик, сред най-значимите литературни творци от Източна Германия. Книгите си пише на немски и на английски език.

## Биография
Роден е в саксонския град Кемниц през 1913 г. в семейството на еврейски търговец. Завършва гимназия в Берлин. След подпалването на Райхстага емигрира в Чехословакия, а през 1935 г. – в САЩ. Завършва Чикагския университет с дисертация върху иронията у Хайне.
Щефан Хайм участва във Втората световна война като офицер от американската армия и е сред съюзниците, дебаркирали в Нормандия. В знак на протест срещу Войната в Корея връща военните си отличия на американското правителство и през 1952 г., в разгара на маккартизма, едновременно с други антифашистки настроени интелектуалци, като Чарли Чаплин, Томас Ман и Бертолт Брехт, Хайм напуска САЩ. През Чехословакия се преселва в ГДР.
От 1953 до 1956 г. Хайм работи като журналист във всекидневника „Берлинер Цайтунг“. Като емигрант антифашист първоначално е толериран, но отношенията му с комунистическото правителство се влошават след XX конгрес на КПСС и започналия процес на десталинизация в СССР. Романът на Хайм „Пет дни през юни“ (1974) за работническите вълнения през 1953 г. не е приет за публикуване. През 1965 г. Хайм рязко критикува Ерих Хонекер и оттогава зорко е следен от ЩАЗИ. През 1976 г. Щефан Хайм заедно с някои други творци подписва протестно писмо срещу лишаването от гражданство на поета и певец Волф Бирман. След това Хайм може да публикува само в Западна Германия. През 1979 г. е изключен от Съюза на писателите и произведенията му са забранени в ГДР.
След обединението на Германия Щефан Хайм е депутат в Бундестага.
През 2001 г. на 88-годишна възраст умира от сърдечен удар край брега на Мъртво море след конференция в Йерусалим, посветена на Хайнрих Хайне.

## Признание и почести
- Щефан Хайм е почетен доктор на университетите в Берн (от 1990 г.) и Кеймбридж (от 1991 г.), както и почетен гражданин на град Кемниц (от 2001 г.)
- През 1953 г. Щефан Хайм получава наградата Хайнрих Ман, през 1959 г. – Националната награда на ГДР 2-ра степен, през 1993 г. – Наградата на Йерусалим и през 2000 г. – Медал за мир на международното сдружение на лекарите за предотвратяване на атомната война.
- През 2004 г. библиотеката в берлинския район Адлерсхоф е преименувана на Библиотека Щефан Хайм.[3]
- От 2008 г. на всеки три години град Кемниц присъжда международната награда Щефан Хайм на писатели и публицисти, „които се включват в социални и политически дебати, за да защитават морални ценности“.
- През юни 2010 г. в парка пред градския съвет на Шварценберг е осветен паметник във формата на разтворена книга с цитат „за свободата като риск“ от романа на Щефан Хайм Шварценберг.[4]
- През 2013 г. се провеждат многобройни прояви в чест на 100-годишнината от рождението на Щефан Хайм.
- През април 2013 г. в град Кемниц е осветен площад Щефан Хайм.
- На 4 ноември 2014 г. по случай 25-ата годишнина от речта на Щефан Хайм при демонстрацията на Александерплац е наречен на негово име площад в Берлин.[5]